# Cuccuru S’Arriu
Koordinaten: 39° 55′ 0″ N, 8° 31′ 25″ O

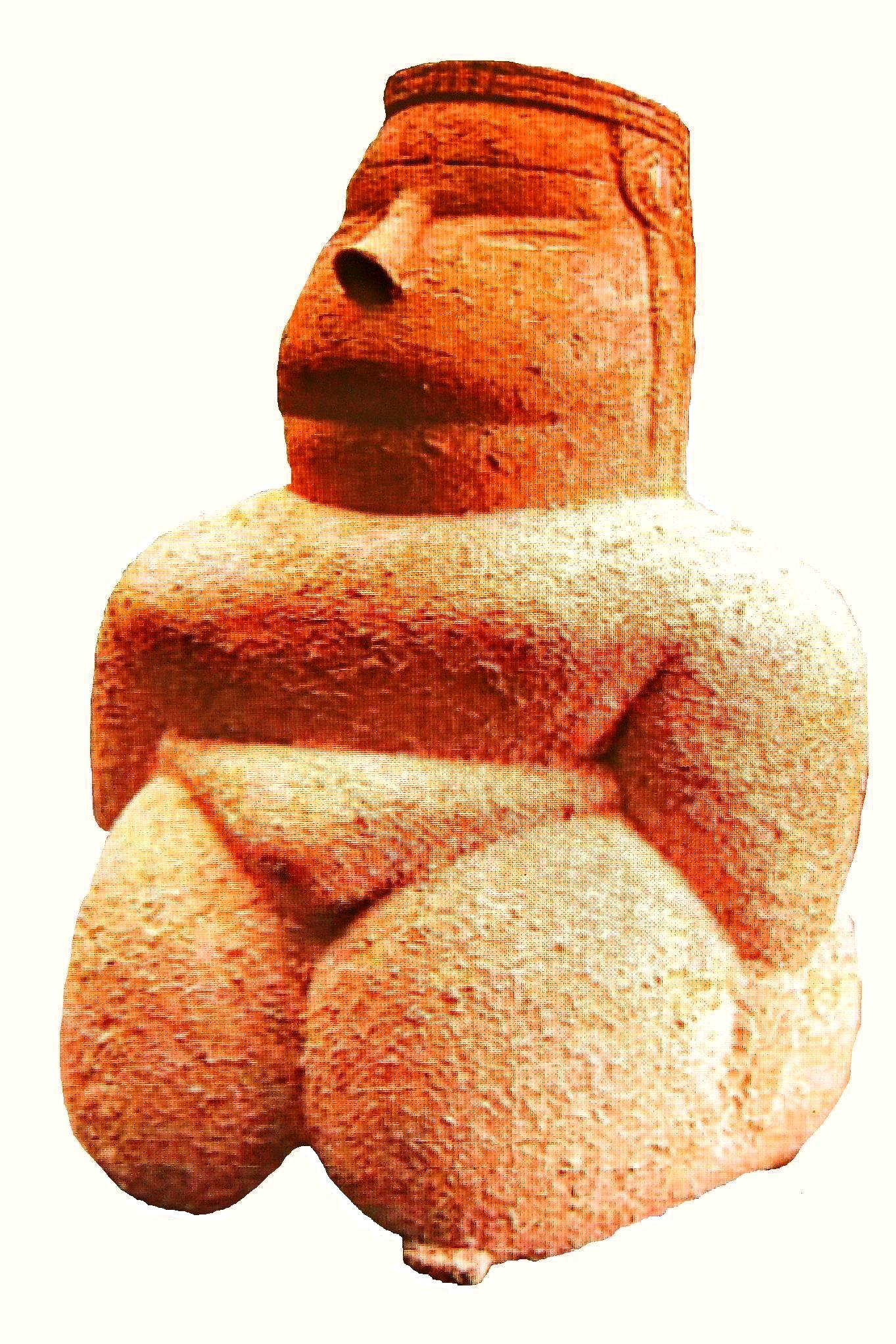
Die typischen Statuen

Cuccuru S’Arriu liegt nahe der Lagune von Cabras, an der Straße die nach Tharros, auf die Sinis-Halbinsel in der Provinz Oristano auf Sardinien führt. Der Platz besteht u. a. aus einer Siedlung der frühjungsteinzeitlichen Ozieri-Kultur. Aber auch spätjungsteinzeitliche Hüttenbasen sowie Relikte der mittleren und späten Bronzezeit (Brunnen und Tempel), der punischen Epoche und römische Funde, die bis in die Kaiserzeit reichen, wurden hier gefunden.
Systematisch ergraben wurde zwischen 1978 und 1989 eine Totenstadt aus der mittleren Jungsteinzeit, die von der Bono-Ighinu-Kultur (4700–4000 v. Chr.) angelegt wurde. Auf der einstigen Insel Cuccuru S’Arriu wurden 19 Gräber entdeckt, als man einen Entwässerungskanal südlich der Stadt anlegte.
- 13 sind einzellige, mastabaartige Hypogäen, (italienisch Tomba a forno – dt. Ofengrab) deren Zugänge vertikal in den Sandstein gegraben wurden. Am unteren Ende, gut zwei Meter unter der Oberfläche liegt seitlich die eigentliche, mit einer Platte verschlossene Kammer. Die blasenartig Form der Kammer und ihr ovaler Zugang führte zu der Bezeichnung „Backofengräber“ (ital. tomba a forno; sard. Fórros, Fórredus oder Furrighésos). Die vertikale Form ist bis dahin einmalig für das westmediterrane Gebiet, wiederholt sich auf Sardinien aber bei der punischen Nekropole von Tuvixeddu bei Cagliari.
- Vier andersartige Gräber lagen in Gruben, die eher oberflächig ins Gestein gearbeitet wurden,
- die restlichen beiden sind Erdgräber, die in der sandigen Zone neben dem Sandsteinareal ausgegraben wurden.

Skelette wurden in 18 der 19 Gräber gefunden. In linksseitiger Hockerstellung auf Steinplatten liegend und mit rotem Ocker eingestäubt lagen die Begräbnisse in den Backofengräbern, in denen man auch zwei Doppelbegräbnisse entdeckte. In 13 wurde mindestens eine weibliche bzw. geschlechtunspezifische Idole (Statuina fittile) gefunden, das in allen Gruben- und Erdgräbern fehlt. Zwei dieser kleinen Statuetten wurden in einem Fall einem einzelnen Individuum mitgegeben. Kein Begräbnis, aber drei Statuetten charakterisieren das einzelne Leergrab in der Nekropole.
Die anthropologische Analyse der vier Skelette in den Gräbern, 384, 386 und 387 führte zur Erkennung je eines Individuums
- von „ungefähr reifem“ Alter männlich (384),
- einem jungen erwachsenen Mann (386/A),
- einem jungen Individuum (386B),
- einem reifen Erwachsenen (387).

Grab 387 (siehe Weblink) veranschaulicht das kanonische Schema der Backofenbegräbnisse. Seine Vasen zeigen wie die der anderen Backofengräber eine Vorliebe für glatte Formen mit sporadischer bzw. beschränkter Dekoration, eine Geschmacksrichtung, die südlichen Vorbildern entspricht. Im Unterschied zu der formellen Ausführung im nördlichen Teil der Insel, von dem die Höhlenfunde dieser Kultur bei Mara, Alghero und Sassari zeugen.
In Kontrast zur Keramik zeigt die Verbreitung der voluminösen Statuetten eine uniforme mediterrane Typologie. Die Funde von Santa Mariedda (Olbia), Su Anzu (Narbolia), e Polu (Meana Sardo) und aus der Grotte Corongiu Acca (Villamassargia im Sulki) zeigen Analogien mit jenen in Kleinasien, Korsika, Malta und der griechischen Sesklo-Kultur. Die übrige (hauptsächlich keramische) materielle sardische Produktion ist eher der des italienischen Festlandes ähnlich und wird besonders in der Emilia-Romagna (Chiozza di candiano), der Toskana, in Ligurien und im französischen Süden (le Midi) angetroffen.